# Ida Ou Kazzou
Ida Ou Kazzou (franska: Ida Ou Kazzou (CR), Ida Ou Kazzou (Commune Rurale), arabiska: ايدا اوكلول) är en kommun i Marocko.   Den ligger i provinsen Essaouira och regionen Marrakech-Safi, i den centrala delen av landet, 400 km sydväst om huvudstaden Rabat. Antalet invånare är 6 430.